# Lucan
|  | Per a altres significats, vegeu «Lucan (Dublín)». |

|  | No s'ha de confondre amb Luçan. |

Lucan és una població dels Estats Units a l'estat de Minnesota. Segons el cens del 2000 tenia 226 habitants.

## Demografia
Segons el cens del 2000, Lucan tenia 226 habitants, 100 habitatges, i 61 famílies. La densitat de població era de 229,6 habitants per km².
Dels 100 habitatges en un 26% hi vivien nens de menys de 18 anys, en un 54% hi vivien parelles casades, en un 5% dones solteres, i en un 39% no eren unitats familiars. En el 31% dels habitatges hi vivien persones soles el 15% de les quals corresponia a persones de 65 anys o més que vivien soles. El nombre mitjà de persones vivint en cada habitatge era de 2,26 i el nombre mitjà de persones que vivien en cada família era de 2,92.
Per edats la població es repartia de la següent manera: un 21,2% tenia menys de 18 anys, un 11,9% entre 18 i 24, un 21,7% entre 25 i 44, un 20,4% de 45 a 60 i un 24,8% 65 anys o més.
L'edat mediana era de 40 anys. Per cada 100 dones de 18 o més anys hi havia 100 homes.
La renda mediana per habitatge era de 33.125 $ i la renda mediana per família de 38.750$. Els homes tenien una renda mediana de 28.438 $ mentre que les dones 20.625 $. La renda per capita de la població era de 19.838 $. Cap de les famílies i el 2,7% de la població estaven per davall del llindar de pobresa.

## Poblacions properes
El següent diagrama mostra les poblacions més properes.